# مانت ایسا
مانت ایسا (به انگلیسی: Mount Isa) شهری است در استرالیا. این شهر در غرب ایالت کوئینزلند قرار گرفته است. 